# ふたりで居れば
『ふたりで居れば』（ふたりでいれば）は、阿部真央の配信限定シングル。2021年2月3日に配信が開始された。

## 解説
テレビ東京系ドラマパラビ『おじさまと猫』のエンディングテーマとして書き下ろされた楽曲である。阿部自身が元々原作漫画が好きで読んでおり、主題歌の発表時に寄せたコメントでは、歌詞におじさまとふくまるとの愛情関係を描写していること。「愛しい人との時間」を多くの人に思い描いてもらえるようなメッセージになるように心を込めた楽曲であることが語られている。

## 収録曲
1. ふたりで居れば
作詞・作曲:阿部真央